# Zwartteugelspitsvogel
De zwartteugelspitsvogel (Artamus cinereus) is een zangvogel uit de familie Artamidae (spitsvogels en orgelvogels). Deze vogel komt voornamelijk voor in Australië.

## Kenmerken
De zwartteugelspitsvogel dankt zijn naam aan de kleur van de teugel, het gebied tussen het oog en de wortel van de bovensnavel. Verder is de 18 cm grote vogel asgrijs met een donkere staart met witte vlekken op het uiteinde.

## Verspreiding en leefgebied
De zwartteugelspitsvogel is net als andere spitsvogels een vogel die in groepen op insecten jaagt. Het is een vogel van open vlaktes met weinig begroeiing die overal in Australië in de drogere delen voorkomt en ook in het zuiden van Nieuw-Guinea en op het eiland Timor.
De soort telt vijf ondersoorten:
- A. c. perspicillatus: de oostelijke Kleine Soenda-eilanden.
- A. c. normani: zuidelijk Nieuw-Guinea (Trans Fly) en noordoostelijk Australië.
- A. c. dealbatus: oostelijk Australië.
- A. c. melanops: van westelijk en noordwestelijk Australië tot het inlandse zuidoosten.
- A. c. cinereus: zuidwestelijk Australië.

## Status
De zwartteugelspitsvogel heeft een groot verspreidingsgebied en daardoor alleen al is de kans op uitsterven uiterst gering. De grootte van de populatie is niet gekwantificeerd maar de vogel wordt omschreven als algemeen en er wordt aangenomen dat de aantallen toenemen. Om deze redenen staat deze spitsvogel als niet bedreigd op de Rode Lijst van de IUCN.
- Video uit Queensland, Australië